# Richairo Živković
Richairo Juliano Živković (Assen, 5 de setembro de 1996) é um futebolista neerlandês de origem sérvia que atua como atacante. Atualmente está no Bangkok United.
Seu nome em cirílico sérvio é Ришаиро Жулијано Живковић, uma vez que é filho de uma sérvia com um curaçauense.

## Carreira
Živković estreou profissionalmente em 2012, pelo Groningen, aos 16 anos de idade, entrando aos 39 minutos do segundo tempo da partida contra o Heracles Almelo, tornando-se o jogador mais jovem a disputar uma partida oficial pelos Trots van het Noorden, onde atuou 33 vezes e fez 10 gols até 2014, quando assinou com o Ajax, que em troca liberou o também atacante Danny Hoesen para jogar no Groningen.
Com poucas chances no time principal (7 jogos até 2017), defendeu o Jong Ajax (equipe reserva) entre 2014 e 2016, disputando 40 jogos e fazendo 27 gols. Para ganhar mais experiência, o Ajax emprestou Živković para Willem II e Utrecht. Em junho de 2017, foi vendido ao KV Oostende (Bélgica), pelo qual disputou 50 jogos e balançou as redes adversárias 12 vezes em 2 temporadas.
Em fevereiro de 2019, assinou com o Changchun Yatai, atuando em 25 partidas com 15 gols marcados até janeiro de 2020, quando o clube chinês emprestou Živković ao Sheffield United até o encerramento da temporada. 

## Carreira internacional
Até 2018, Živković jogou pelas seleções de base dos Países Baixos, com destaque para a seleção Sub-19, pela qual atuou 10 jogos e fez 4 gols.
É elegível para defender, além de seu país natal, a Sérvia, Montenegro ou Curaçao.